# Foreste subtropicali del Meghalaya
Le foreste subtropicali del Meghalaya sono un'ecoregione dell'ecozona indomalese, definita dal WWF, che ricopre parte dell'India orientale (codice ecoregione: IM0126) a ridosso del confine con il Bhutan. I 41.700 km² della sua superficie si estendono attraverso le colline Khasi, Garo e Jaintia nello stato del Meghalaya e nelle regioni adiacenti dell'Assam. È una delle ecoregioni più ricche di specie dell'India e ospita una grande varietà di uccelli, mammiferi e vegetali.

## Territorio
L'ecoregione ricopre quelle porzioni delle colline Khasi, Garo e Jaintia situate al di sopra dei 1000 metri di altitudine. È delimitata dai bassopiani tropicali delle foreste decidue umide delle pianure del basso Gange a sud e ad ovest e dalle foreste pluviali semi-sempreverdi della valle del Brahmaputra a nord.
È una delle ecoregioni più umide del mondo; alcune località, in particolare Mawsynram e Cherrapunji, ricevono fino a 11.000 mm di pioggia in un anno.

## Flora

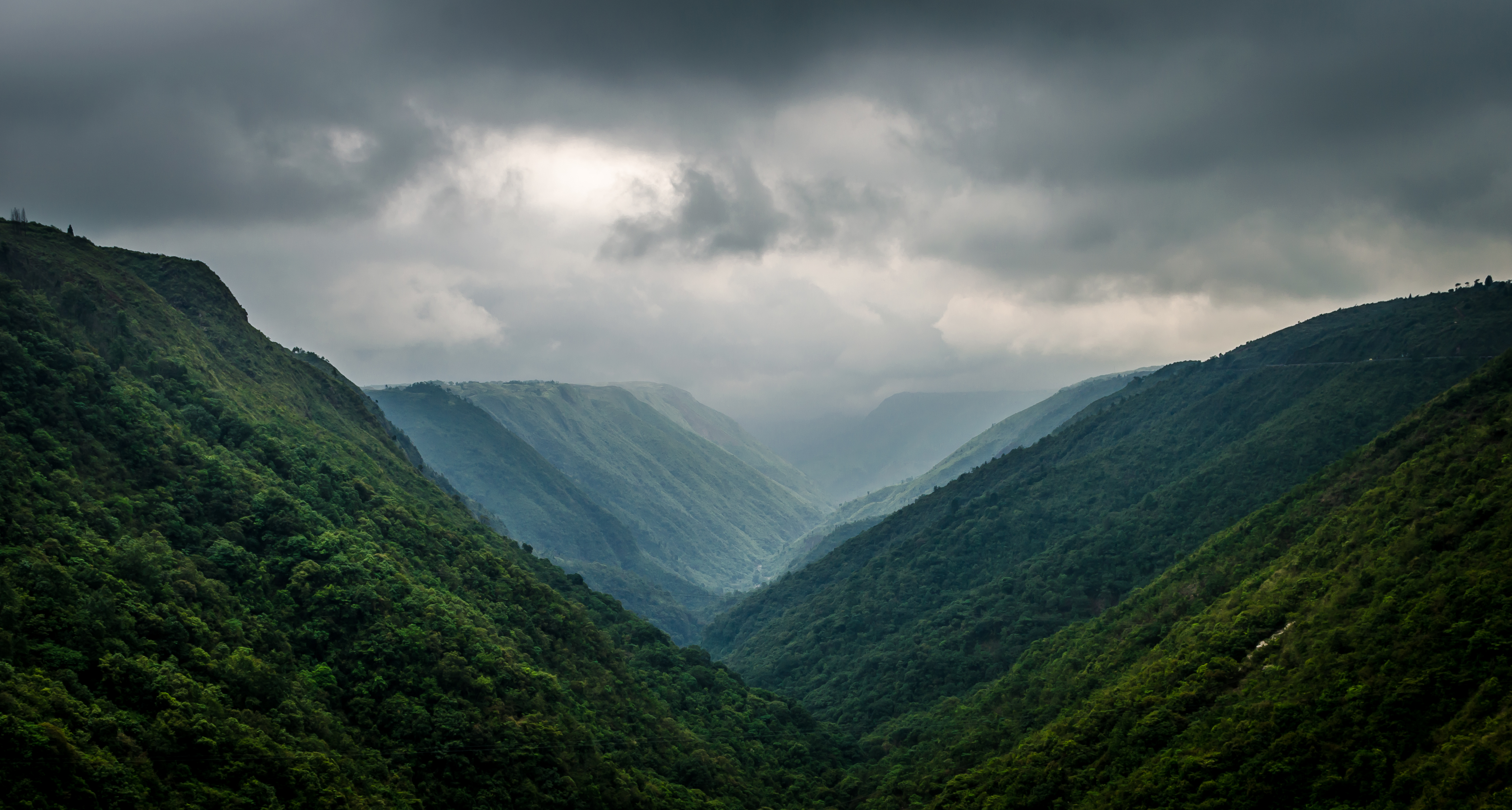
Foreste subtropicali nel distretto dei Monti Khasi Orientali

L'ecoregione costituisce un centro di diversità per i generi di alberi Magnolia e Michelia e per le famiglie delle Eleocarpacee e delle Eleagnacee. Sono più di 320 le specie di orchidee originarie del Meghalaya. Una pianta carnivora endemica (Nepenthes khasiana) è attualmente in pericolo di estinzione. In questo stato sono state censite circa 3128 specie di angiosperme, delle quali 1236 endemiche. Joseph Dalton Hooker, botanico ed esploratore britannico, radunò sulle colline Khasi e Jaintia un'ingente collezione di specie per l'Herbarium dei Kew Gardens e celebrò la località come uno dei luoghi di maggiore biodiversità dell'India, o addirittura dell'intera Asia. Lo stato è ricco anche di piante medicinali, ma la loro presenza è notevolmente diminuita a seguito della distruzione dell'habitat. In totale, nel Meghalaya si trovano 131 specie di piante medicinali in pericolo di estinzione, tra cui 36 specie endemiche e 113 specie più o meno minacciate.

## Fauna
L'ecoregione ospita 110 specie di mammiferi, nessuna delle quali è però endemica. Tra esse figurano la tigre (Panthera tigris), il leopardo nebuloso (Neofelis nebulosa), l'elefante asiatico (Elephas maximus), il cuon (Cuon alpinus), l'orso malese (Helarctos malayanus), l'orso labiato (Melursus ursinus), la lontra liscia (Lutrogale perspicillata), la civetta indiana (Viverra zibetha), il pangolino cinese (Manis pentadactyla), il pangolino indiano (Manis crassicaudata), il macaco dell'Assam (Macaca assamensis), il macaco orsino (Macaca arctoides), il presbite dal ciuffo (Trachypithecus pileatus) e l'hulok occidentale (Hoolock hoolock).